# Lagoon Engine
Lagoon Engine (jap. ラグーンエンジン) ist eine Manga-Serie der japanischen Zeichnerin Yukiru Sugisaki. Die Shōjo-Serie ist in die Genres Comedy und Abenteuer einzuordnen.

## Handlung
Die beiden Brüder En (12) und Jin Ragun (11) leben in der Gakushi-Familie. Diese Familie hat es sich zum Ziel gesetzt, sogenannte Maga (Geister, Gespenster und Dämonen) zu besiegen, sofern sie böse sind. Sobald En und Jin einen Maga in ihrer Nähe spüren, errichten sie einen Bannkreis und versuchen, den Namen des Dämons zu erraten, um ihn angreifen zu können. Dabei werden sie von ihren eigenen verbündeten Magas – Sora (ein Kampf-Attribut) und Koga (ein Dolmetsch-Attribut) – unterstützt.

## Veröffentlichungen
Lagoon Engine erschien in Japan von Februar 2001 bis 2007 in Einzelkapiteln im Manga-Magazin Asuka des Kadokawa-Shoten-Verlags. Diese Einzelkapitel wurden auch in sieben Sammelbänden zusammengefasst.
Eine Nachfolgeserie fand Lagoon Engine in dem Manga Lagoon Engine Einsatz (ラグーンエンジン・アインザッツ), der erstmals 2004 im US-amerikanischen Magazin Newtype USA erschien.
Lagoon Engine wurde bei Tokyopop auch in den USA veröffentlicht. Auf Deutsch erschien die Mangaserie ab April 2005 bei Carlsen Comics. Der Verlag veröffentlichte die ersten drei Taschenbuchbände, beschloss allerdings nachher, die Serie vorerst zu pausieren, weil der Erscheinungsrhythmus in Japan zu langsam vorankomme und, obwohl Sugisakis D·N·Angel ein kommerzieller Erfolg für Carlsen war, die Verkaufszahlen im deutschen Sprachraum „sehr schwach“ seien.